# Tapishlecha
Tapishlecha (Melt band), jedna od sedam bandi Oglala Siouxa, nekad nazivani Shkopa (Śkopa; bent), Split Livers i Melt band. Spominje ih John Robinson 1879. u pismu Dorseyu. Uz bande Kiyuksa i Payabya činili su polovicu oglalskog plemena bear people (medvjedov narod).
Ovaj naziv dobili su jer su članovi ove bande jeli sirovu divljač (Hodge). Potomaka možda imaju na rezervatima naseljenim Oglalama.

## Vanjske poveznice
- Oglala Indian Tribe Divisions  Arhivirana inačica izvorne stranice od 12. svibnja 2008. (Wayback Machine)